# Гісборн (Нова Зеландія)
Гі́сборн (мовою маорі — Туранга-нуї-а-Ківа, англ. Gisborne, маор. Tūranga-nui-a-Kiwa) — місто на острові Північний Нової Зеландії, центр району c однойменною назвою.
Населення міста становить 32 800 осіб, ще 45 200 мешкає в околицях та в прилеглих населених пунктах.
Назва регіону Таїрафіті (маор. Tairâwhiti) може бути переведено з мови корінного населення країни як «берег перед яким сонце блищить на воді».
Більше 50 % населення міста і регіону складають маорі, таке процентне співвідношення значно перевершує загальнонаціональне.
Основними галузями економіки вважаються сільське господарство та лісова промисловість. З сільськогосподарських напрямків особливо розвинене тваринництво, садівництво й виноградарство. Регіон вважається одним з кращих виробників цілого ряду сортів вина в країні. У місті розташовані торговий порт, що сприяє розвитку експорту місцевої продукції, а також аеропорт, особливістю якого є залізничний переїзд через злітно-посадкову смугу.
Місто є найсхіднішим у Новій Зеландії. Краса природи, велика кількість морських пляжів та озер роблять його популярним серед туристів як з Нової Зеландії, так і з інших країн світу.

## Клімат
Місто знаходиться у зоні, котра характеризується морським кліматом. Найтепліший місяць — січень із середньою температурою 19.3 °C (66.7 °F). Найхолодніший місяць — липень, із середньою температурою 9.7 °С (49.5 °F).
| Клімат Гісборна         | Клімат Гісборна | Клімат Гісборна | Клімат Гісборна | Клімат Гісборна | Клімат Гісборна | Клімат Гісборна | Клімат Гісборна | Клімат Гісборна | Клімат Гісборна | Клімат Гісборна | Клімат Гісборна | Клімат Гісборна | Клімат Гісборна |
| Показник                | Січ.            | Лют.            | Бер.            | Квіт.           | Трав.           | Черв.           | Лип.            | Серп.           | Вер.            | Жовт.           | Лист.           | Груд.           | Рік             |
| Абсолютний максимум, °C | 36,8            | 34,6            | 30,7            | 27,6            | 26,1            | 21,9            | 21              | 21,5            | 24,9            | 30,4            | 29,7            | 33,6            | 36,8            |
| Середній максимум, °C   | 24,7            | 24,2            | 22,6            | 19,9            | 17,5            | 15,1            | 14,2            | 15,1            | 17              | 19              | 21              | 23,3            | 19,5            |
| Середня температура, °C | 19,3            | 19,1            | 17,5            | 14,9            | 12,5            | 10,4            | 9,7             | 10,3            | 12,1            | 13,9            | 15,8            | 18,1            | 14,5            |
| Середній мінімум, °C    | 13,9            | 14              | 12,5            | 9,8             | 7,6             | 5,6             | 5,2             | 5,5             | 7,1             | 8,9             | 10,7            | 13              | 9,5             |
| Норма опадів, мм        | 70              | 80              | 70              | 80              | 120             | 90              | 120             | 90              | 70              | 60              | 50              | 50              | 1010            |
| Днів з дощем            | 10,2            | 10,2            | 12,7            | 12,6            | 14,5            | 14,2            | 16,6            | 14,5            | 12,7            | 11,6            | 11,2            | 10,6            | 151,6           |
| Вологість повітря, %    | 75              | 76              | 81              | 81              | 85              | 83              | 83              | 80              | 77              | 76              | 73              | 71              | 78              |
| ----------------------- | --------------- | --------------- | --------------- | --------------- | --------------- | --------------- | --------------- | --------------- | --------------- | --------------- | --------------- | --------------- | --------------- |
| Джерело: Weatherbase    |                 |                 |                 |                 |                 |                 |                 |                 |                 |                 |                 |                 |                 |